# Eric Reissner
 (décembre 2024).
Si vous disposez d'ouvrages ou d'articles de référence ou si vous connaissez des sites web de qualité traitant du thème abordé ici, merci de compléter l'article en donnant les références utiles à sa vérifiabilité et en les liant à la section « Notes et références ».
Pour les articles homonymes, voir Reissner.
Eric Reissner (né le 5 janvier 1913 à Aix-la-Chapelle; † 1er novembre 1996 à La Jolla) est un ingénieur américain d'origine allemande. Spécialiste du cisaillement dans les bordages raidis, il a laissé son nom à une théorie de la cinématique des plaques élastiques épaisses (théorie de Reissner-Mindlin).

## Biographie
Fils de l’ingénieur en aéronautique Hans Reissner, il obtint son diplôme d'ingénieur à l’Université technique de Berlin en 1936 et émigra l’année suivante aux USA. En 1938, il soutient une thèse en sciences de l'ingénieur consacrée à la théorie de l'élasticité appliquée aux matériaux anisotropes sous la direction de Dirk Jan Struik, au Massachusetts Institute of Technology, et devient assistant de mathématiques dans cet établissement. Après l'armistice de 1945, il obtient enfin la citoyenneté américaine et en 1947, il est nommé à la chaire de Mathématiques appliquées du MIT.
Ses recherches ont été consacrées pour l'essentiel aux applications de la théorie mathématique de l'élasticité, d'abord à la sismique-réfraction, puis aux effets du cisaillement dans les vibrations des coques et des plaques. Sa théorie du cisaillement dans les plaques épaisses constitue une tentative de résoudre partiellement le paradoxe des conditions aux limites du modèle de plaque de Gustav Kirchhoff ; elle a trouvé d'emblée diverses applications dans les vibrations des ailes d'avions et des planchers de bâtiment. Reissner a également appliqué le calcul des variations au calcul des contraintes de cisaillement dans les structures alvéolaires périodiques et les structures en caisson : à ce titre, il a proposé une des premières formulations mixtes du calcul des structures. 
De 1948 à 1955, il travaille pour le Centre de recherche Langley de la NASA, puis en 1956-57 au centre de recherches de Lockheed à Palo Alto. Il s'y intéresse aux effets de la turbulence de l'air en aérodynamique et à la théorie des surfaces portantes. Ses recherches en élasticité appliquée aux coques d'avion lui valent d'être nommé Guggenheim Fellow (1962), puis membre de l'American Institute of Aeronautics and Astronautics, de l’American Society of Civil Engineers (ASCE), de l’American Academy of Arts and Sciences (1950), de l’ASME et de l’Académie d'ingénierie américaine (1976).
En 1970, il est nommé à la chaire de Mécanique appliquée et de sciences de l'ingénieur de San Diego : il exerce la présidence du département de sciences de l'ingénieur en 1972-73 et est promu professeur émérite en 1979.
Lauréat de la Médaille de l’ASME (1988), de la Médaille von Karman (ASCE, 1973) et de la Médaille Timoshenko, docteur honoris causa de l’Université de Hanovre et membre d'honneur de la Gesellschaft für Angewandte Mathematik und Mechanik (GAMM).

## Œuvres
Reissner a écrit plus de 300 articles ou livres, dont certains ont été rassemblés dans le recueil Selected works in applied mathematics and mechanics, compilé par Jones et Bartlett (1996).
- (en coll. avec William Martin) Elementary Differential Equations (1961), réimpr. chez Dover (1986)